# Playchoice-10
Playchoice-10 var en arkadmaskin som Nintendo lanserade 1986. 10 spel till Nintendo Entertainment System fanns med. I slutet av 1980-talet började spelmaskiner för hemmabruk bli populärare, och system som dessa skapades för att arkadspelen skulle kunna möta konkurrensen från konsolspelen.

## Lista över spel till PlayChoice-10
- 1942 (1985 Capcom)
- Balloon Fight (1984 Nintendo)
- Baseball (1984 Nintendo)
- Baseball Stars (1989 SNK Corp.)
- Captain Skyhawk (1989 Milton Bradley)
- Castlevania (1987 Konami Inc.)
- Contra (1988 Konami Inc.)
- Chip 'n Dale Rescue Rangers (1990 Capcom)
- Double Dragon (1988 Technos)
- Double Dribble (1987 Konami Inc.)
- Dr. Mario (1990 Nintendo)
- Duck Hunt (1984 Nintendo)
- Excitebike (1984 Nintendo)
- Fester's Quest (1989 Sunsoft)
- Gauntlet (1985 Atari Games Corp.)
- Golf (1984 Nintendo)
- The Goonies II (1986 Konami Inc.)
- Gradius (1986 Konami Inc.)
- Hogan's Alley (1984 Nintendo)
- Kung Fu Master (1984 Irem)
- Mario Bros. (1983 Nintendo)
- Mario Open Golf (1991 Nintendo)
- Mega Man 3 (1990 Capcom)
- Metroid (1986 Nintendo)
- Mike Tyson Punchout (1987 Nintendo)
- Ninja Gaiden (1989 Tecmo)
- Ninja Gaiden II: The Dark Sword of Chaos (1990 Tecmo)
- Ninja Gaiden III: The Ancient Ship of Doom (1991 Tecmo)
- Pinbot (1988 Rare Ltd.)
- Power Blade (1991 Taito)
- Pro-Wrestling (1986 Nintendo)
- Rad Racer (1987 Square Co., Ltd.)
- Rad Racer II (1990 Square Co., Ltd.)
- RBI Baseball (1987 Tengen)
- R.C. Pro-AM (1987 Rare Ltd.)
- Rockin' Kats (1991 Atlus Soft.)
- Rush'n Attack (1987 Konami Inc.)
- Rygar (1987 Tecmo Ltd.)
- Shatterhand (1991 Jaleco)
- Solar Jetman: Hunt for the Golden Warpship (1990 Rare Ltd.)
- Super C (1990 Konami)
- Super Mario Bros. (1985 Nintendo)
- Super Mario Bros. 2 (1988 Nintendo)
- Super Mario Bros. 3 (1988 Nintendo)
- Tecmo Bowl (1989 Tecmo Inc.)
- Tecmo World Cup Soccer (1990 Technos)
- Tennis (1983 Nintendo)
- Teenage Mutant Ninja Turtles (1989 Konami Inc.)
- Teenage Mutant Ninja Turtles II: The Arcade Game (1990 Konami Inc.)
- Track & Field (1987 Konami Inc.)
- Trojan (1986 Capcom)
- Volleyball (1986 Nintendo)
- Wild Gunman (1984 Nintendo)
- Yo! Noid (1990 Capcom)